# .bw
.bw — в Інтернеті, національний домен верхнього рівня (ccTLD) для Ботсвани.

## Домени 2-го та 3-го рівнів
В цьому національному домені нараховується близько 242,000 вебсторінок (станом на лютий 2009 року).
У наш час використовуються та приймають реєстрації доменів 3-го рівня такі доменні суфікси (відповідно, існують такі домени 2-го рівня):
| Суфікс   | Регламентовані користувачі                                            |
| .ac.bw   | Наукові та дослідницькі установи, коледжі, університети або інститути |
| .co.bw   | Комерційні установи, корпорації                                       |
| .gov.bw  | Державні та урядові установи                                          |
| .info.bw | Вебмайданчики інформаційного змісту                                   |
| .org.bw  | Неприбуткові, неурядові організації                                   |